# Lely
Lely statisztikai település az USA Florida államában, Collier megyében. Lakosainak száma 3694 fő (2020. április 1.).

## Népesség
A település népességének változása:

| 2010 | 3 451 |
| 2020 | 3 694 |